# Las Peñitas
Las Peñitas är en populär badort i kommunen León i västra Nicaragua. Den ligger vid Stillahavskusten, vid södra änden av lång fin sandstand som sträcker sig fyra kilometer norrut till systerorten Poneloya.

## Befolkning
Poneloya har 721 invånare (2005) som framför allt livnär sig på turism, havsfiske och räkodling.

## Aktiviteter
Las Peñitas är en populär badort både för folk från staden León och internationella turister, antingen som dagsutflykt eller till hotel och semesterhus längs havsstranden. Det finns utmärkta badmöjligheter, både längs havsstranden och den mer skyddade bukten vid södra änden av orten. Las Peñitas ligger vid norra änden av naturreservatet Isla Juan Venado, där det finns fina möjligheter för kayaking och fågelskådning bland mangroveträden i ett omfattande estuarium.

## Transporter
Poneloya nås enkelt via en 20 kilometer lång asfalterad väg från León, dit det går reguljär busstrafik till bussstationen i Sutiava. Till Poneloya finns en väg längs kusten cirka hundra meter in från havsstranden.